# في يوم في شهر في سنة
في يوم في شهر في سنة هي أغنية غناها عبد الحليم حافظ عام 1959 في فيلم حكاية حب من كلمات مرسي جميل عزيز وألحان كمال الطويل، وهي تعتبر من أشهر أغاني عبد الحليم.

## الخلفية
- يتفق كثير ممن عاصروا عبد الحليم أن عبد الحليم غنى هذه الأغنية بعد وفاة سيدة أحبها عبد الحليم وكان يتمنى الزواج بها، وتم تأكيد هذا في مسلسل العندليب حكاية شعب.
- لكن كمال الطويل ملحن الأغنية روي لمجلة «فن» قصة أخرى لم يذكر فيها أي شيء عن هذه السيدة، حيث سافر عبد الحليم إلى الخارج لتلقي العلاج، وسرى اعتقاد بأن رحلته هذه هي الرحلة الأخيرة، لذلك ألفها مرسي جميل عزيز، ولحنها كمال الطويل، إحساساً منه أنه يودع عبد الحليم، ويمكن أن لا يراه ثانيةً.[1]

## الأغنية
- يمكن اعتبار هذه الأغنية تنتمي على لون من ألوان الغناء العربي هو الطقطوقة، وهي نوع من الغناء ابتكره موسيقي مصري اسمه محمد علي لعبة، وفقاً للناقد كمال النجمي، وتمتاز الطقطوقة بأن المغني يعيد فيها المذهب ﴿مطلع الأغنية﴾ بعد نهاية كل مقطع من مقاطعها.[2]
- على الرغم من أن مدة الأغنية حوالي إحدى عشر دقيقة، إلا أن أغلب الأغنية تؤدى بدون الإيقاع.
- أدرجت الأغنية ضمن فيلم حكاية حب وهي متفقة مع سياق أحداث الفيلم، وقد حقق الفيلم نفسه نجاحاً كبيراً، إذ عُرض أكثر من 25 أسبوعاً.[3]
- أعاد عبد الحليم غناء هذه الأغنية في سنواته الأخيرة بتوزيع جديد.
- قال الملحن المصري محمود الشريف، قبيل وفاته في بداية تسعينيات القرن العشرين، أن هذه الأغنية هي أجمل أغنية في الخمسين سنة الأخيرة.[2]